# Seututie 822
Pour les articles homonymes, voir Route 822.
La route régionale 822 (finnois : Seututie 822) est une route régionale allant de Temmes à Tyrnävä jusqu'à Pyhäntä en Finlande,,.

## Présentation
La seututie 822 est une route régionale de Ostrobotnie du Nord.
La route part de Temmes dans la ville de Tyrnävä, traverse Kestilä er se termine a Pyhäntä après un parcours de 78 km.
La route regionale 822 et la route nationale 28 sont une alternative à route nationale 22 sur l'axe Oulu – Kajaani.